# Český svaz hemofiliků
Český svaz hemofiliků sdružuje postižené hemofilií, jejich rodinné příslušníky, odborníky, zástupce farmaceutických firem vyrábějících léčebné preparáty, přátele a sponzory.
Členství je dobrovolné, počátkem r. 2007 svaz zastupuje zhruba 900 hemofiliků z České republiky. V jeho čele stojí rada, která vykonává řídicí činnost v době mezi valnými hromadami. Svaz je členem Světové hemofilické federace se sídlem v kanadském Quebecu, Ëvropského hemofilického konsorcia se sídlem ve Vídni a Eurordis se sídlem v Paříži, organizace sdružující evropské pacientské organizace zastupující nemocné vzácnými chorobami.